# Христофор Колумб: Завоевание Америки
«Христофор Колумб: Завоевание Америки» (англ. Christopher Columbus. The Discovery; другое название — «Христофор Колумб: История открытий») — кинофильм совместного производства Великобритании, США и Испании. Картина была снята к 500-летней годовщине путешествия Колумба.

## Сюжет
Генуэзский мореплаватель Христофор Колумб мечтает отыскать новый альтернативный маршрут в Индию, следуя по морю на запад, а не на восток. После неудавшейся попытки заинтересовать этим проектом португальского короля Жуана II, он обращается за помощью к испанским монархам — Изабелле и Фердинанду, и, в конце концов, добивается разрешения отплыть на поиски неизведанных земель.
В ходе путешествия возникшие поначалу радостная эйфория и оптимизм сменяются всеобщим недоверием к Колумбу и его затее, и, устроив бунт, команда требует повернуть назад. Колумб принимает решение плыть на запад ещё в течение трёх дней, по прошествии которых, если земля так и не покажется, то он отдаст приказ обезглавить себя. Этого удаётся избежать, так как в последний момент один из моряков видит сушу.
Сойдя на берег, Колумб уверен, что они недалеко от Индии, и объявляет открытые земли собственностью Фердинанда и Изабеллы. Путешественники знакомятся с местными жителями, и вскоре выясняется, что здесь, возможно, скрыты богатые месторождения золота. Добыв куда меньшее количество золота, чем он рассчитывал, Колумб, тем не менее, возвращается в Испанию как герой.

## В ролях
- Жорж Коррафас — Христофор Колумб
- Том Селлек — король Фердинанд II Арагонский
- Рэйчел Уорд — королева Изабелла Кастильская
- Марлон Брандо — Томмасо де Торквемада
- Матьё Каррьер — король Жуан II Португальский
- Роберт Дави — Мартин Пинсон
- Кэтрин Зета-Джонс — Беатрис Энрикес де Арана
- Бенисио Дель Торо — Альваро Харана
- Мануэл де Блас — Висенте Пинсон

## Награды и номинации
Полный перечень наград и номинаций — на сайте IMDB.
| Год  | Премия         | Категория                  | Имя                                  | Результат |
| ---- | -------------- | -------------------------- | ------------------------------------ | --------- |
| 1993 | Золотая малина | Худший фильм               | Илья Салкинд                         | Номинация |
| 1993 | Золотая малина | Худший режиссёр            | Джон Глен                            | Номинация |
| 1993 | Золотая малина | Худший актёр второго плана | Марлон Брандо                        | Номинация |
| 1993 | Золотая малина | Худший актёр второго плана | Том Селлек                           | Победа    |
| 1993 | Золотая малина | Худший сценарий            | Джон Брайли, Кэри Бейтс, Марио Пьюзо | Номинация |
| 1993 | Золотая малина | Худшая новая звезда        | Жорж Коррафас                        | Номинация |